# Alten
ALTEN è una società internazionale di consulenza specializzata in innovazione tecnologica e ingegneristica nata in Francia nel 1988 di 57.000 collaboratori (al 2023) e quotata dal 1998 alla Borsa di Parigi.
Secondo i risultati consolidati dell'anno fiscale 2022, il fatturato ha raggiunto i 4.06 miliardi di € .
Opera nei settori di tecnologia dell'informazione, elettronica, software embedded, reti di telecomunicazioni e ingegneria.

## Filiali

### Italia
ALTEN Italia è la filiale italiana del Gruppo ALTEN, nata nel 2004.
Ha 13 sedi a Genova, Milano, Brescia, Torino, Bologna, Modena, Verona, La Spezia,, Roma, Napoli, Firenze, Bari e Gallarate con più di 4 000 dipendenti. Nel 2021 ha registrato un fatturato di circa 200 milioni di euro .
Le aree di competenza sono:
- ICT Consulting: supporto ai processi di business aziendale;
- Techno Consulting: supporto ai processi di ricerca e sviluppo;
- Solutions: sviluppo e test applicativo;
- Telecommunications: servizi dedicati a operatori telefonici;
- Life Sciences: progetti nel settore chimico-farmaceutico e biomedicale.

#### Storia
Nel 2004 il gruppo ALTEN ha acquisito DEC Informatica Spa, azienda italiana operante nel campo dell'ICT. Nel 2010 vi è stata la fusione con Onion Spa, anch'essa operante nel campo dell'ICT, formando così l'attuale ALTEN Italia Spa. Sempre nel 2010 è avvenuta la fusione con Positech.